# Biophytum heinrichsae
Biophytum heinrichsae là một loài thực vật thuộc họ Oxalidaceae. Đây là loài đặc hữu của Ecuador.